# Vovó Patalójika
Vovó Patalójika (Granny De Spell, no original em inglês) é uma personagem fictícia do universo de Patópolis. É uma bruxa, avó da Maga Patalójika.

## Publicação
Sua primeira aparição foi na história A Lesson from Granny de 1966. Esta história foi publicada no Brasil com o nome O Super-Feitiço Da Vovó Patalójika na Revista "Zé Carioca" 759, de 1966.
A primeira história criada no Brasil foi Um Conto De Bruxas publicada na Revista "O Pato Donald" 1212 de 1975. Esta história foi criação de Carlos Alberto Paes de Oliveira e Sérgio Lima.

## Nomes em outros idiomas
- Dinamarquês: Bedstemor Alkymine
- Finlandês: Elvi-mummi
- Francês: Mamie Balai
- Inglês: Granny De Spell
- Italiano: Caraldina
- Norueguês: Bestemor Cordelia
- Polonês: Babcia de Czar